# Атриз
Атри́з (фр. Hatrize) — коммуна во французском департаменте Мёрт и Мозель, региона Лотарингия. Относится к  кантону Омекур.	

## География

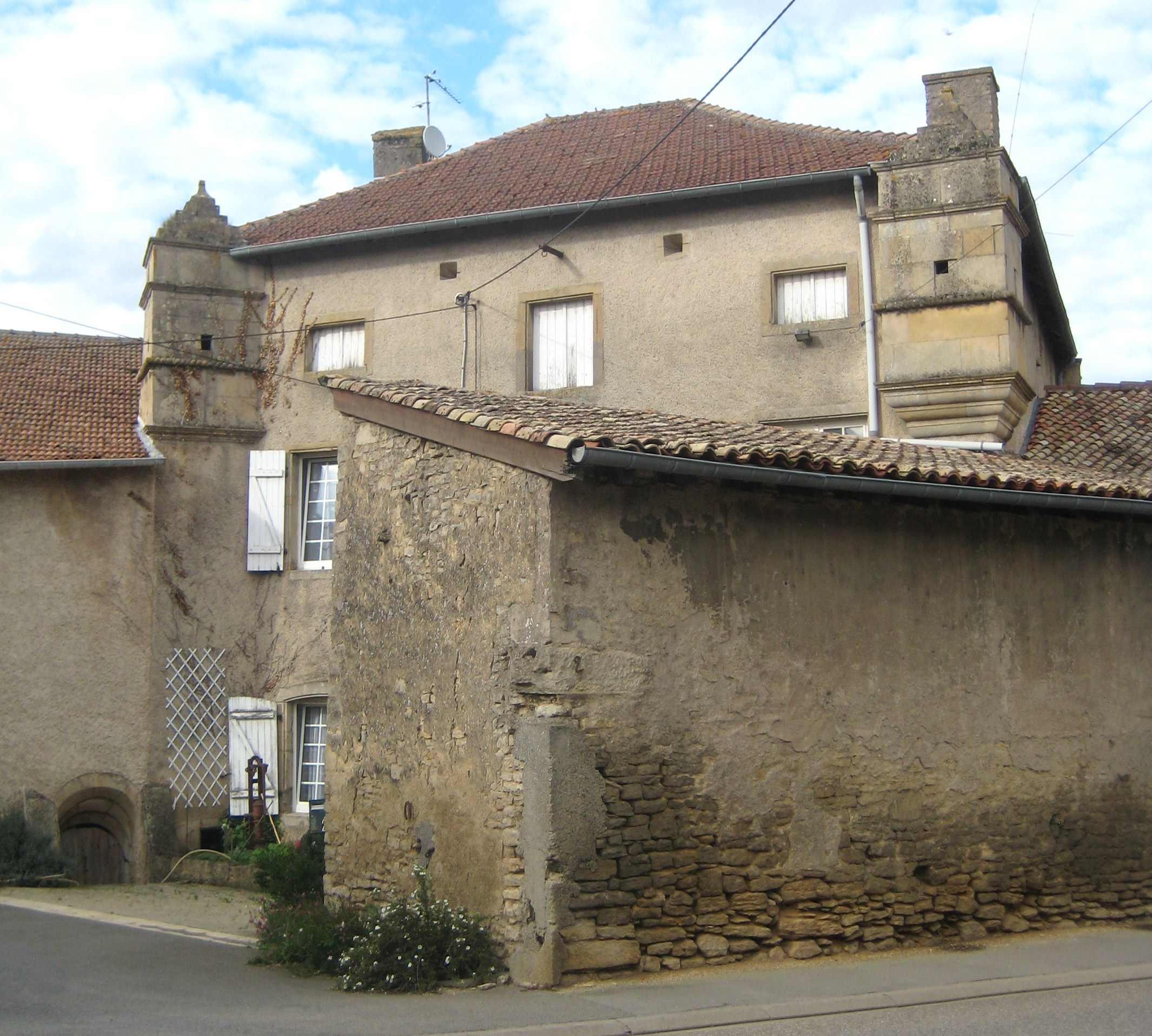
Крепостной дом.

Атриз расположен в 22 км к западу от Меца. Соседние коммуны: Валлеруа и Муанвиль на северо-востоке, Жиромон на юге, Лабри, Жарни и Конфлан-ан-Жарнизи на юго-западе, Аббевиль-ле-Конфлан на западе.

## История
В 1817 году в Атризе находился архипресвитер бывшего герцогства Бар.					

## Демография
Население коммуны на 2010 год составляло 833 человека.
| 1962 | 1968 | 1975 | 1982 | 1990 | 1999 | 2010 |
| ---- | ---- | ---- | ---- | ---- | ---- | ---- |
| 687  | 738  | 663  | 787  | 704  | 684  | 833  |